# Joan de Monpalau
Joan de Monpalau, o Montpalau, depenent de la font, (València, segle xv) va ser un cavaller, cosí de l'escriptor Joanot Martorell, qui el va acusar de faltar a la seva paraula en haver promès casar-se amb sa germana Damiata.
Per aquest duel, Joanot Martorell aconseguí que el rei Eduard III d'Anglaterra fes de jutge, però Monpalau no s'hi presentà.
Finalment, l'any 1445 s'arribà a un acord i Joan de Montpalau pagà la quantitat de 4.000 florins a Damiata. El conjunt d'aquestes lletres de batalla han estat publicades, en una versió modernitzada, per Joan-Lluís Lluís amb l'editorial Bàrcino.